# El desfiladero de Darial (pintura de Kuindzhi)
El desfiladero de Darial (en ruso: Дарьяльское ущелье, romanizado: Dariál'skoe uschélie) es un cuadro del artista ruso Arjip Kuindzhi, pintado en 1895. El cuadro forma parte de la colección de la Galería Tretiakov en Moscú, Rusia.

## Ubicación geográfica
El cuadro representa una vista nocturna del desfiladero de Darial, de doce kilómetros de longitud. Está situado en la frontera entre Rusia Osetia del Norte-Alania y Georgia Región de Mtsjeta-Mtianeti, en el valle del río Terek, en la intersección de la Cordillera Lateral del Gran Cáucaso, al este del monte Kazbek. El río Terek corre por el fondo del desfiladero y la carretera militar georgiana, que conecta Rusia y Transcaucasia, serpentea a lo largo de él. Los escarpados acantilados alcanzan al menos un kilómetro de altura. 

## Descripción
En las obras de Kuindzhi, el aspecto de la naturaleza carece de ordinariez; tiene algo solemne y algo teatral, incluso cuando el motivo del paisaje es bastante clásico («Lago Ladoga», «Arcoíris»). La mayoría de los paisajes de montaña están hechos de memoria por el artista, pero tienen una autenticidad poco común, creados con medios puramente convencionales: contrastes exagerados de luz y color, generalización de formas y siluetas («Noche de luna en el Dniéper» es uno de los ejemplos más llamativos).
El cuadro, a pesar de su tamaño en miniatura, no se distingue por su precisión, lo que también habla de la manera de pintar de Kuindzhi: trazos brillantes, contrastados y sensibles crean un volumen de luces y sombras, sin utilizar medios tonos ni gradaciones. Un contraste tan brillante permitía no sólo transmitir la transparencia y el frescor del aire nocturno, sino también crear una atmósfera de paz. Hay dos puntos brillantes de gradación en el cuadro: la luna y la «huella lunar» en el reflejo del agua tranquila del río. Gracias a este efecto de contraste de materiales y a la suavidad de la iluminación se crea volumen en el cuadro. La tenue luz amarilla aporta aún más tranquilidad, no sólo equilibrando el contraste lumínico de las dos partes de la imagen, sino también privando al espectador de la sensación de soledad.
Teniendo en cuenta la ubicación de los acantilados alrededor de esta fuente de luz, se puede argumentar que no debería haber sido visible cuando se pintó el cuadro, porque los acantilados rodeaban esta sección concreta de la orilla. Sin embargo, gracias a esta linterna, también ha aparecido la armonía cromática en el cuadro: la silenciosa luz de la vela no sólo añade un color amarillo al cuadro, que contrasta con el azul, sino que también transmite la fuerza de la luz de la luna, si nos fijamos en lo mucho que se solapa su reflejo con el propio. Las nubes sobre la luna están muy iluminadas desde abajo y son prácticamente opacas. Utilizar un elemento así en un cuadro era muy arriesgado para Kuindzhi: alejarse del realismo añadiendo realidad era extremadamente difícil y ni siquiera se había explorado lo suficiente como para aplicarlo. Este elemento no sólo equilibra el cuadro, sino que da aún más fuerza al resplandor de la luna, ya destacado en todos los elementos del cuadro. También hay que señalar que el artista representó principalmente las montañas (y no el fondo, como es habitual), por lo que, al pintar el cielo, tuvo muchos problemas para representar la bruma de las montañas y el cielo oscuro.

## Influencia en otros artistas
La forma en que el artista sorteó hábilmente el efecto de «empujar el cielo hacia el espectador» es sorprendente: en contra de la doctrina de que debería haber pintado las montañas con una segunda capa de pintura, Kuindzhi simplemente añadió más contrastes monocromos. Sobre la base de esta pintura Kuindzhi, siendo profesor-jefe de la escuela superior de arte de la Academia de Artes, enseñó a los estudiantes la técnica de composición — una combinación de los fundamentos del realismo y la imagen decorativa, la preferencia por el juego de la luz al juego de volumen hizo muchas enmiendas a la pintura rusa.
Ilia Repin escribió:

«La ilusión de la luz era su dios, y no había artista igual a él para lograr este milagro de la pintura».
en ruso: «Иллюзия света была его богом, и не было художника, равного ему в достижении этого чуда живописи».

Los cuadros de Kuindzhi ejercieron una influencia muy clara en la obra de otros artistas de la escuela rusa: el brillo, la gracia y el amor a la naturaleza llevaron a muchos artistas a los lugares que Kuindzhi representaba con tanta sensualidad. Este cuadro también contribuyó significativamente al arte del impresionismo en el Imperio ruso, apoyando cuantitativa y cualitativamente esta tendencia. Este cuadro fue regalado a la Sociedad de Artistas (1909–1931), fundada en San Petersburgo por el propio Arjip Kuindzhi (tras cuya muerte la sociedad recibió el nombre de su fundador) con el objetivo de desarrollar la tradición realista del arte ruso.